# COSCO Shipping

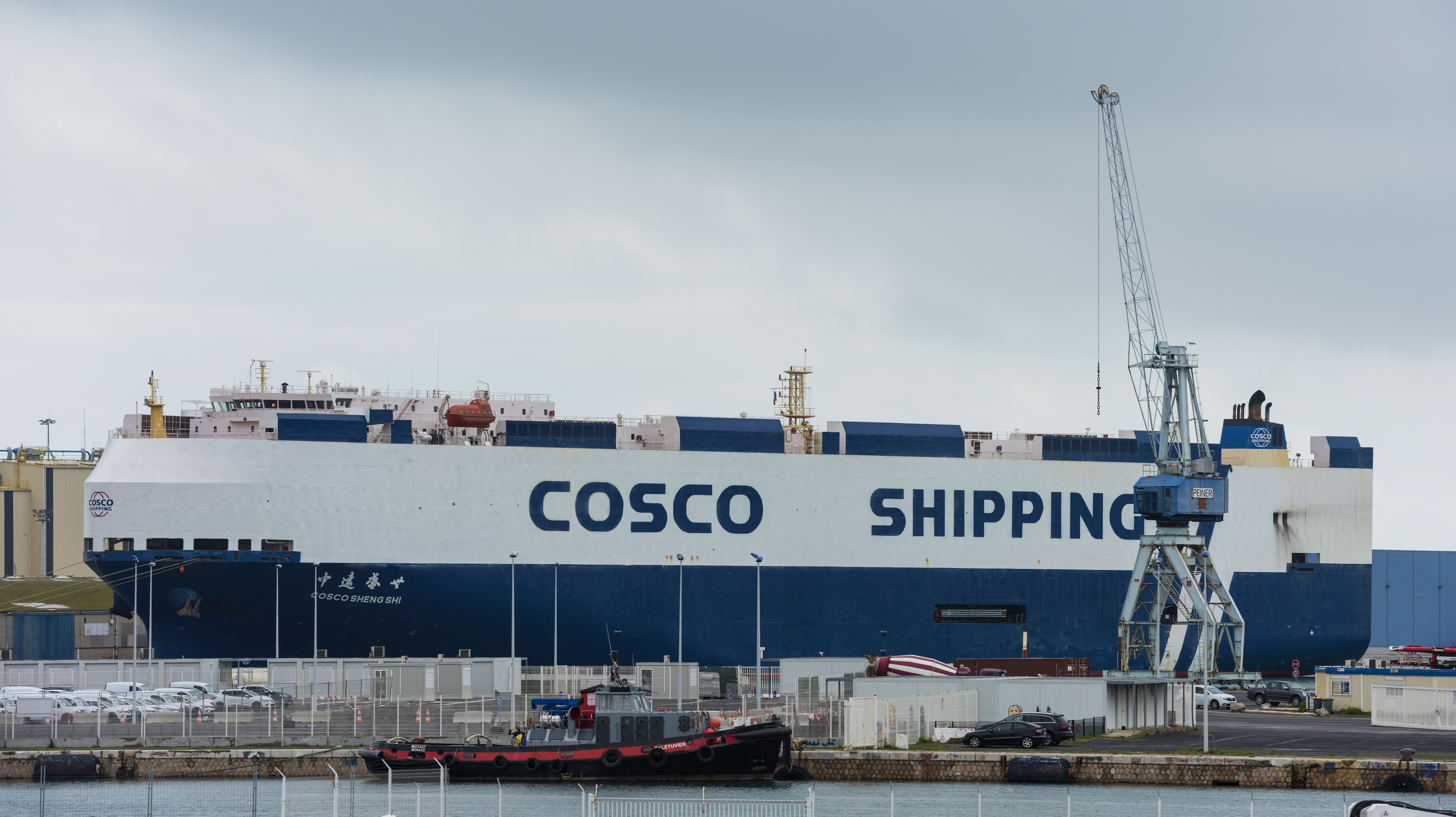
COSCO Shipping Shengshi, statek do transportu pojazdów, Sète, 2018

China COSCO Shipping Corporation Limited (COSCO Shipping) – chiński państwowy międzynarodowy konglomerat z siedzibą w Szanghaju. Spółka powstała w styczniu 2016 roku w wyniku fuzji China Ocean Shipping Company (COSCO) i China Shipping Group Company (CSGC). Spółka jest administrowana przez SASAC.

## Struktura przedsiębiorstwa
Firmy zależne od COSCO Shipping są podzielone na 8 klastrów i są to:
| Klaster                                 | Przedsiębiorstwo                                |
| --------------------------------------- | ----------------------------------------------- |
| Klaster przemysłu żeglugowego           | COSCO SHIPPING Lines Co., Ltd.                  |
| Klaster przemysłu żeglugowego           | OOCL (China) Ltd.                               |
| Klaster przemysłu żeglugowego           | COSCO SHIPPING Energy Transportation Co., Ltd.  |
| Klaster przemysłu żeglugowego           | COSCO SHIPPING Bulk Co., Ltd.                   |
| Klaster przemysłu żeglugowego           | COSCO SHIPPING Specialized Carriers Co., Ltd.   |
| Klaster przemysłu żeglugowego           | COSCO SHIPPING Ferry Co., Ltd.                  |
| Klaster przemysłu żeglugowego           | COSCO SHIPPING (Xiamen) Co., Ltd.               |
| Klaster przemysłu żeglugowego           | Hainan Harbor & Shipping Holding Co., Ltd.      |
| Klaster portów przemysłowych            | COSCO SHIPPING Ports Limited                    |
| Klaster portów przemysłowych            | Hainan Harbor & Shipping Holding Co., Ltd.      |
| Klaster portów przemysłowych            | COSCO SHIPPING (North America) Inc.             |
| Klaster portów przemysłowych            | Piraeus Port Authority S.A.                     |
| Klaster logistyki przemysłowej          | COSCO SHIPPING Logistics Co., Ltd.              |
| Klaster logistyki przemysłowej          | COSCO SHIPPING（Shanghai）Co., Ltd.             |
| Klaster logistyki przemysłowej          | COSCO SHIPPING (North America) Inc.             |
| Klaster logistyki przemysłowej          | COSCO SHIPPING (Europe) GmbH                    |
| Klaster logistyki przemysłowej          | COSCO SHIPPING (South East Asia) Pte. Ltd.      |
| Klaster logistyki przemysłowej          | COSCO SHIPPING (Oceania) Pty Ltd                |
| Klaster logistyki przemysłowej          | COSCO SHIPPING (Japan) Co., Ltd.                |
| Klaster logistyki przemysłowej          | COSCO SHIPPING (Korea) Co., Ltd.                |
| Klaster logistyki przemysłowej          | COSCO SHIPPING West Asia FZE                    |
| Klaster logistyki przemysłowej          | COSCO SHIPPING (Africa) Pty Ltd                 |
| Klaster logistyki przemysłowej          | COSCO SHIPPING (South America) Co., Ltd.        |
| Klaster integracji przemysłu i finansów | COSCO SHIPPING Development Co., Ltd.            |
| Klaster integracji przemysłu i finansów | COSCO SHIPPING Investment Holdings Co., Limited |
| Klaster integracji przemysłu i finansów | COSCO SHIPPING Finance Co., Ltd.                |
| Klaster integracji przemysłu i finansów | COSCO SHIPPING Captive Insurance Co., Ltd.      |
| Klaster produkcji sprzętu przemysłowego | COSCO SHIPPING Heavy Industry Co., Ltd.         |
| Klaster produkcji sprzętu przemysłowego | COSCO SHIPPING Development Co., Ltd.            |
| Klaster przemysłowej wartości dodanej   | COSCO SHIPPING Property Co., Ltd.               |
| Klaster przemysłowej wartości dodanej   | COSCO SHIPPING（Guangzhou）Co., Ltd.            |
| Klaster przemysłowej wartości dodanej   | COSCO SHIPPING（Tianjin）Co., Ltd.              |
| Klaster przemysłowej wartości dodanej   | COSCO SHIPPING（Qingdao）Co., Ltd.              |
| Klaster przemysłowej wartości dodanej   | COSCO SHIPPING Investment Dalian Co., Ltd       |
| Klaster przemysłowej wartości dodanej   | COSCO SHIPPING Seafarer Management Co., Ltd.    |
| Klaster przemysłowej wartości dodanej   | China Marine Bunker (PetroChina) Co., Ltd.      |
| Klaster przemysłowej wartości dodanej   | China Shipping & SINOPEC Suppliers Co., Ltd.    |
| Klaster przemysłowej wartości dodanej   | COSCO SHIPPING Boao Co., Ltd.                   |
| Klaster przemysłowej wartości dodanej   | COSCO SHIPPING University                       |
| Klaster przemysłowej wartości dodanej   | COSCO SHIPPING (Hong Kong) Co., Limited         |
| Klaster przemysłowej innowacji cyfrowej | COSCO SHIPPING Technology Co., Ltd.             |
| Klaster przemysłowej innowacji cyfrowej | Shanghai Ship and Shipping Research Institute   |
| Biura zagraniczne                       | COSCO SHIPPING (Hong Kong) Co., Ltd.            |
| Biura zagraniczne                       | COSCO SHIPPING Ports Limited                    |
| Biura zagraniczne                       | Piraeus Port Authority                          |
| Biura zagraniczne                       | COSCO SHIPPING (North America) Inc.             |
| Biura zagraniczne                       | COSCO SHIPPING (Europe) GmbH                    |
| Biura zagraniczne                       | COSCO SHIPPING (South East Asia) Pte Ltd        |
| Biura zagraniczne                       | COSCO SHIPPING (Oceania) Pty Ltd                |
| Biura zagraniczne                       | COSCO SHIPPING (Japan) Co., Ltd.                |
| Biura zagraniczne                       | COSCO SHIPPING (Korea) Co., Ltd.                |
| Biura zagraniczne                       | COSCO SHIPPING (West Asia) DMCEST               |
| Biura zagraniczne                       | COSCO SHIPPING (Africa) Pty Ltd                 |
| Biura zagraniczne                       | COSCO SHIPPING (South America) Co., Ltd.        |
| Biura zagraniczne                       | Chinese-Tanzanian Joint Shipping Company        |
| Biura zagraniczne                       | COSCO SHIPPING (Taiwan) Office                  |

## Historia
W styczniu 2016 r. Rada Państwa Chin zatwierdziła fuzję COSCO i China Shipping, w wyniku której powstało COSCO Shipping.  Fuzja, do której doszło w okresie recesji w branży transportu morskiego, miała na celu osiągnięcie efektu skali. Fuzja ta stanowiła również część strategii chińskiego rządu mającej na celu restrukturyzację sektora żeglugi państwowej.
Niedługo potem spółka zależna COSCO Shipping Holdings nawiązała współpracę z Shanghai International Port Group w celu nabycia większościowego pakietu akcji Orient Overseas (International) od rodzin Tung Chee-hwa i Chee-chen. Transakcja została sfinalizowana w sierpniu 2018 roku. Orient Overseas (OOIL) jest spółką dominującą OOCL. Dzięki temu stanie się ona jedną z największych na świecie firm zajmujących się transportem kontenerowym, dysponującą flotą ponad 400 statków.
W kwietniu 2016 r. spółka zakupiła 51% akcji Piraeus Port Authority, notowanego na Giełdzie Papierów Wartościowych w Atenach i jest składnikiem indeksu FTSE/Athex Large Cap. Jej spółka zależna Piraeus Container Terminal ( PCT ) obsługuje od 2009 r. dwa nabrzeża w porcie w Pireusie.
W styczniu 2017 roku firma otrzymała od Chińskiego Banku Rozwoju dofinansowanie w wysokości 26,1 mld USD na udział w Inicjatywie Pasa i Szlaku. Finansowanie trwało do 2021 roku. COSCO wykorzystało środki finansowe na inwestycje w porty i projekty infrastrukturalne.

### Sankcje USA
25 września 2019 r. Departament Skarbu USA nałożył sankcje na spółkę zależną COSCO Shipping zajmującą się tankowcami, COSCO Shipping Tanker (Dalian) Seaman & Ship Management, a także COSCO Shipping Tanker (Dalian), za naruszenie amerykańskich sankcji wobec Iranu. Jednakże spółka dominująca nie została ukarana. Stany Zjednoczone zniosły sankcje wobec spółek COSCO Shipping w styczniu 2020 r. .
W styczniu 2025 r. COSCO zostało dodane do listy firm Departamentu Obrony Stanów Zjednoczonych, które rzekomo współpracują z Chińską Armią Ludowo-Wyzwoleńczą.

## COSCO Shipping Holdings
Spółka COSCO Shipping Holdings Co., Ltd. (dawniej China COSCO Holdings Company Limited) – spółka założona w Chinach w 2005 roku. Jest notowana na giełdzie i jest spółką zależną od COSCO Shipping (przez COSCO Group), największej zintegrowanej firmy żeglugowej w Chinach.
China COSCO Holdings oferuje szeroki zakres usług w zakresie transportu kontenerowego, transportu ładunków masowych, logistyki zewnętrznej, spedycji, wynajmu terminali i kontenerów na rynku krajowym i międzynarodowym. Siedziba firmy mieści się w Szanghaju.
Firmy kontrolowane przez holding:
- COSCO Shipping Lines
- COSCO Shipping Ports (SEHK:1199)
- OOIL (właściciel OOCL) (SEHK:316)